# NGC 3130
NGC 3130 (również PGC 29475 lub UGC 5468) – galaktyka soczewkowata (SAB0/a?), znajdująca się w gwiazdozbiorze Lwa. Odkrył ją John Herschel w drugiej połowie stycznia 1828 roku.